# Bas Maliepaard
Bastiaan „Bas“ Maliepaard (* 3. April 1938 in Willemstad, Provinz Noord-Brabant; † 11. Juli 2024) war ein niederländischer Radrennfahrer.

## Werdegang
1959 wurde Bas Maliepaard Vize-Weltmeister der Amateure im Straßenrennen, hinter Täve Schur. In Deutschland gewann er das traditionsreiche Rennen Rund um die Solitude.
Anschließend trat er zu den Profis über. 1960 wurde er Niederländischer Straßenmeister und Dritter in der Einerverfolgung auf der Bahn. 1961 wurde er ein zweites Mal Niederländischer Meister im Straßenrennen.
1963 gewann Maliepaard die dritte Etappe sowie die Punktewertung bei der Vuelta a España und wurde Vierter der Gesamtwertung. Viermal nahm er auch an der Tour de France teil, jedoch ohne größeren Erfolg.
Nach seinem Rücktritt vom Radsport arbeitete Bas Maliepaard für den Rijkswaterstaat und ging dort in Rente. Mitte der 2000er Jahre hatte er einen Tumor im Darm und lag zwei Wochen im künstlichen Koma, konnte aber genesen.
Maliepaard starb am 11. Juli 2024 im Alter von 86 Jahren.

## Erfolge
1959
- Amateur-Weltmeisterschaft – Straßenrennen
- Omloop der Kempen
- eine Etappe Olympia’s Tour

1960
- Niederländischer Meister – Straßenrennen

1961
- Niederländischer Meister – Straßenrennen
- eine Etappe Tour de l’Oise
- 1963
- eine Etappe und Punktewertung Vuelta a España

1964
- eine Etappe Luxemburg-Rundfahrt

1965
- Mannschaftszeitfahren Paris–Nizza

## Grand-Tour-Platzierungen
| Grand Tour            | 1962 | 1963 | 1964 | 1965 | 1966 | 1967 |
| --------------------- | ---- | ---- | ---- | ---- | ---- | ---- |
| Vuelta a EspañaVuelta | –    | 4    | –    | –    | –    | –    |
| Giro d’ItaliaGiro     | –    | –    | –    | –    | –    | –    |
| Tour de FranceTour    | 47   | –    | –    | 51   | DNF  | DNF  |